# Villars-les-Dombes
Villars-les-Dombes település Franciaországban, Ain megyében. Lakosainak száma 5059 fő (2022. január 1.). Villars-les-Dombes Birieux, Bouligneux, La Chapelle-du-Châtelard, Lapeyrouse, Marlieux, Le Plantay és Versailleux községekkel határos.

## Népesség
A település népessége az elmúlt években az alábbi módon változott:
| Lakosok száma | 1842 | 2796 | 3415 | 4303 | 4449 | 4460 | 4795 | 4978 | 4946 | 5059 |
|               | 1968 | 1982 | 1990 | 2006 | 2013 | 2015 | 2017 | 2019 | 2020 | 2022 |